# Alexandria Villaseñor
Pour les articles homonymes, voir Villaseñor.
Alexandria Villaseñor, née le 18 mai 2005 à Davis (Californie), est une militante américaine pour le climat. Inspirée par les actions de Greta Thunberg, elle est à l'origine du mouvement Youth Climate Strike (« grève des jeunes pour le climat ») aux États-Unis avec Haven Coleman et Isra Hirsi.

## Biographie
Alexandria Villaseñor est la fille de Kristin Hogue, étudiante de la promotion 2019 du programme Climat et Société de l'Université Columbia. Elle grandit à Davis, avant que sa famille ne déménage à New York.
Elle indique en 2019 avoir arrêté de prendre l'avion et essayer de réduire sa consommation de viande.
Elle a déclaré au journal The Nation souhaiter travailler plus tard aux Nations-Unies.

## Militantisme

### Prise de conscience écologique
En novembre 2018, elle se rend dans sa famille à Davis. Non loin de là, le « Camp fire », l'incendie le plus meurtrier de l'histoire de la Californie, fait des ravages. La ville de Paradise est réduite en cendres et Alexandria Villaseñor, très asthmatique, suffoque à cause des fumées et doit rentrer précipitamment à New York.
Pour comprendre la sécheresse qui frappe la Californie, elle se plonge dans des études sur le climat et lit le rapport du Groupe d’experts intergouvernemental sur l’évolution du climat (GIEC). Elle commence également à s'intéresser aux cours suivis par sa mère sur l'impact des sociétés humaines sur le climat et l'impact du changement climatique sur la société. C'est au cours de ses recherches qu'elle découvre Greta Thunberg, la jeune suédoise initiatrice des grèves étudiantes pour le climat. Les deux jeunes filles prennent contact sur internet et Alexandria décide de développer le mouvement aux États-Unis.
Elle rejoint le réseau de jeunes américains militant pour la justice climatique et environnementale Zero Hour. Petit à petit, elle noue des liens avec des jeunes militants du monde entier.
En décembre 2018, elle se rend en Pologne pour assister à la COP24 et au discours de Greta Thunberg.

### Grève étudiante pour le climat
Depuis le 14 décembre 2018, au lieu d'aller à l'école, Alexandria Villaseñor s'installe tous les vendredis sur un banc face à l'entrée des visiteurs du siège des Nations unies à New York. Elle est toujours accompagnée de ses deux pancartes : « Écoles en grève pour le climat » et « La COP24 nous a bernés ».
Alexandria s'associe avec Haven Coleman, 12 ans, impliquée dans le Climate Reality Project et Isra Hirsi, jeune activiste de 16 ans, fille d'Ilhan Omar, représentante démocrate du Minnesota au Congrès des Etats-Unis. Ensemble, elles lancent le mouvement Youth Climate Strike US et deviennent les principales organisatrices des grèves dans l'ensemble du pays et notamment de la mobilisation du vendredi 15 mars 2019. Elles réclament principalement la mise en place du Green New Deal, la prise en compte des recherches scientifiques dans les décisions politiques et davantage de sensibilisation à l'école sur le changement climatique.
Elles obtiennent le soutien de l'organisation non gouvernementale de protection de l'environnement Greenpeace, du mouvement politique américain Sunrise et de nombreux scientifiques comme Michael Mann, Kathrine Hayhoe et Kim Cobb, qui ont publié une lettre ouverte pour encourager la grève.